# マーク・リラ
マーク・リラ（Mark Lilla, 1956年 - ）はアメリカ合衆国の政治哲学者・思想史家、コロンビア大学教授。一般には修正主義的なリベラル派論客として知られ、2016年には米大統領選挙でドナルド・トランプが当選したことをめぐって、民主党やリベラル派知識人の行き過ぎた多様化尊重に主要な原因があると主張して論争を招いた。

## 概要

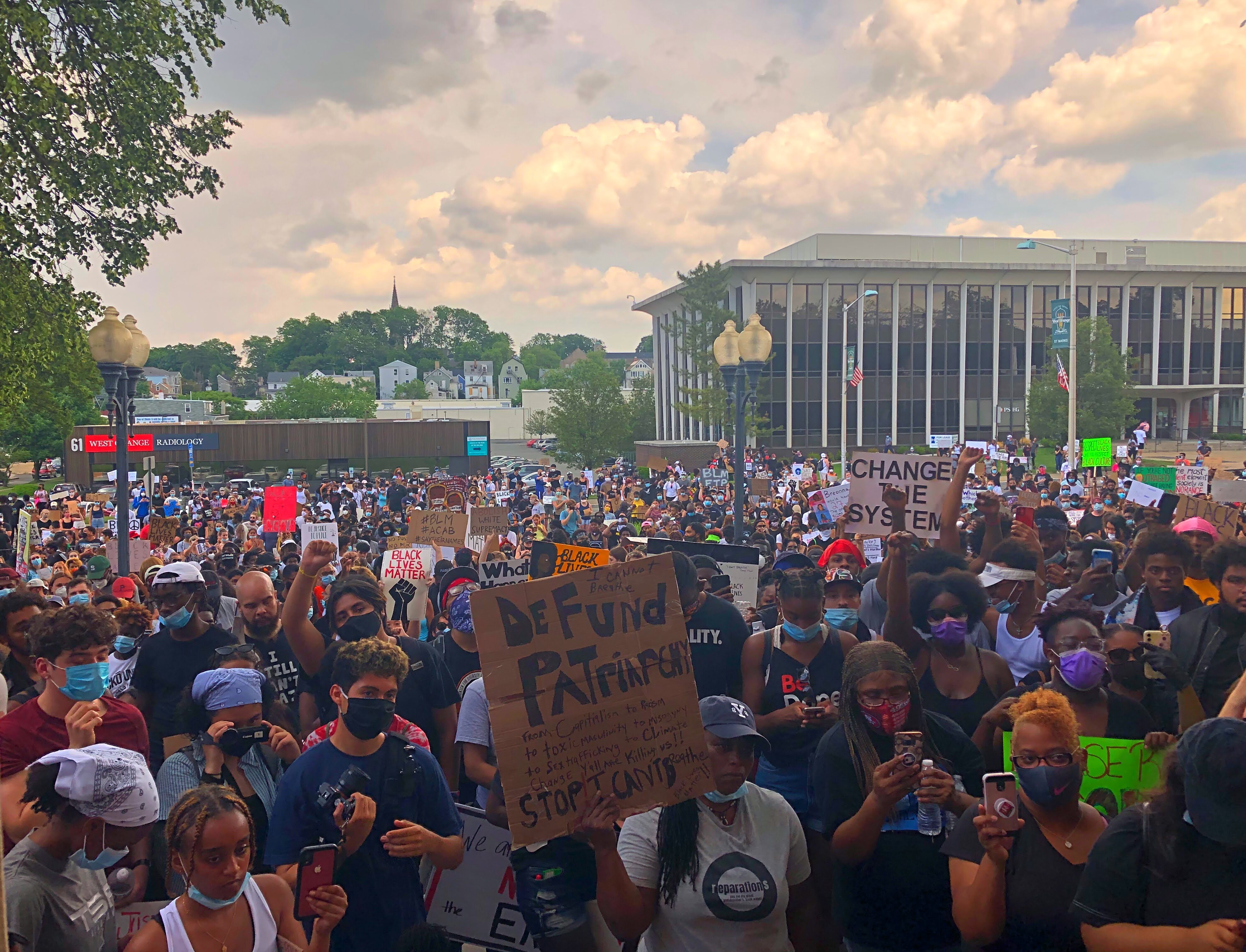
米ニュージャージー州で行われた「ブラック・ライブズ・マター」抗議デモ（2020年6月）。リラは、全米に拡大したこのデモも、多様性尊重が行き過ぎた結果であり、かえって一般市民を反発させているとして非難している。

マーク・リラは1956年にミシガン州デトロイト市で生まれた。ミシガン大学で学士号（1978）、ハーバード大学で修士号（1980）を取得。同大学博士課程へ進学後には、若手研究者の登竜門として知られるローマ賞を受賞（1986）。博士号を取得したのち（1990）、博士論文がきわめてすぐれた成果をあげているとしてアメリカ政治学会からレオ・シュトラウス賞を授与されている（1991）。1997年から98年にかけてプリンストン高等研究所に研究員として滞在。
ニューヨーク大学とシカゴ大学で教壇に立ったのち、2007年にコロンビア大学人文学教員として着任。現在は歴史学科教授として西洋思想史を講じ、とくに啓蒙思想批判や、近代的自我の形成を主要なテーマとする授業を担当している。
ローマ賞受賞やプリンストン高等研究所への滞在が示すようにリラは政治思想研究の分野では早くから注目を集めていたが、彼をアメリカの言論界で広く知られる存在としたのは、2016年にトランプ大統領が登場したさい、その主要な原因を民主党とリベラル側が「アイデンティティ・ポリティクス」へ過度に傾倒したことにあると主張した一連の論考である。
アイデンティティ・ポリティクスとは、人々が自らのアイデンティティとして抱く属性（性・人種・教育など）が多様であることを当然の前提として、それが広く尊重されるべく社会制度を構築しようとする立場である。リラは、自らが民主党支持でありリベラル側に立つとしながらも、そのような思想の行き過ぎた実践が、結果的にトランプのような人物の登場を許してしまったと論じた。リラはこの文脈で、数年後には「ブラック・ライヴズ・マター」のような社会運動も人々を分断し一般市民をさらに共和党側へ押しやっていると批判している。
このようなリラの主張は一定の共感を呼んだ一方で、リラ以前にリベラリズムの現状を批判するリベラル派論客として知られていたビヴァリー・ゲイジ（イェール大学教授）やアダム・ゴプニック（著名エッセイスト）、ミシェル・ゴールドバーグ（『ニューヨーク・タイムズ』紙論説委員）などから、リラが結果的に人種差別やLGBTQ弾圧を容認しているとして痛烈な批判を浴びることになった。トランプ当選から約１年後に『ニューヨーカー』誌の著名編集者デイビッド・レムニックはリラと対談を行い、そこでリラの主張は本質的にスティーブ・バノン（当時のトランプ大統領側近）と同じだと糾弾している。
しかしリラはその後も主張を大きく変更せず、2025年に第二次トランプ政権が登場したさいには、アイデンティティ・ポリティクスが「本来はリベラリズムとともにあった『私たち』という言葉を、政治の議論から追放して」しまった、と論じている。
リラの専門的な業績としては『神と国家の政治哲学』 が代表作の一つと目されている。同書は近世以降のヨーロッパにおいて自由民主主義が制度的に形成されてゆくさい、宗教的権威や終末論的メシア主義を切りすててきた経緯をたどり、しかし宗教的熱狂は今も政治の世界から完全には払拭されていないと論じている。アメリカの代表的な書評紙のひとつ『ニューヨーク・レビュー・オブ・ブックス』の常連寄稿者であり、近年は保守思想家としてのアイザイア・バーリンにも研究を広げている。

## 受賞
- ローマ賞（1986）
- レオ・シュトラウス賞（1991）
- フランス教育功労賞（1995）

## 主な著作
- Lilla, Mark ed., New French thought: political philosophy, Princeton University Press, 1994.
- マーク・リラ「ネオコンは終わったか」（『アステイオン』68, 2008）
- マーク・リラ（鈴木佳秀訳）『神と国家の政治哲学: 政教分離をめぐる戦いの歴史』（NTT出版、2011）(The stillborn God : religion, politics, and the modern West, Vintage, 2008)
- マーク・リラ（山本久美子訳）『難破する精神: 世界はなぜ反動化するのか』（NTT出版、2017）(The shipwrecked mind : on political reaction, New York Review Books, 2016)
- マーク・リラ（佐藤貴史ほか訳『シュラクサイの誘惑: 現代思想にみる無謀な精神』（日本経済評論社、2005）(The reckless mind : intellectuals in politics, New York Review Books, 2016)
- マーク・リラ（夏目大訳）『リベラル再生宣言委（早川書房、2018）(The once and future liberal : after identity politics, Harper Collins, 2017)
- マーク・リラ「液状化社会」（『アステイオン』93, 2020）